# Kuloj (tributario del Mar Bianco)
Il Kuloj (in russo Кулой?; chiamato Sotka nell'alto corso) è un fiume della Russia europea settentrionale, tributario del mar Bianco. Scorre nell'Oblast' di Arcangelo, nei rajon Pinežskij e Mezenskij.

## Descrizione
Nasce dal versante meridionale della zona rilevata nota con il nome di altopiano del mar Bianco e del Kuloj con il nome di il Sotka (lungo 115 km) e scorre in direzione est, poi volge il suo corso verso nord, con il nome di Kuloj, attraversando una regione di pianure con ampie zone paludose. Sfocia nel mar Bianco, in una sua insenatura chiamata golfo del Mezen'. Ha una lunghezza di 235 km (assieme al Sotka sono 350 km), il suo bacino è di 19 000 km².
I suoi maggiori affluenti sono: Nemnjuga, proveniente dalla destra idrografica; Polta, Laka e Sojana, dalla sinistra.
Il Kuloj è gelato, mediamente, da ottobre a maggio; non incontra città di rilievo in tutto il suo corso.
Il Sotka è collegato, tramite un canale navigabile, al fiume Pinega, tributario della Dvina settentrionale.